# Lingling
Lingling (en chino, 零陵; pinyin, Línglíng) es un distrito urbano bajo la administración directa de la Prefectura  Yongzhou  en la Provincia de Hunan, República Popular China.  Su área es de 1964 km² y su población total para 2010 superó los 500 mil  habitantes. 

## Administración
Desde junio  de 2018, el  Distrito Lingling   se divide en pueblos  administrados en 6 subdistritos, 7 poblados y 3 villas.

## Toponimia
El nombre de Lingling se refiere al lugar de entierro del Emperador Shun, un gobernante mitológico de la antigua China. Según Memorias Históricas (史记) de Sima Qian, Shun murió durante un viaje al sur y fue enterrado en Jiuyi (九疑山), una montaña en la actual provincia de Hunan. Este sitio se conoció como "Lingling", que literalmente significa "Mausoleo Espiritual".
En el año 111 aC durante la dinastía Han se estableció la Comandancia Lingling (零陵郡). En el año 589 AD, la dinastía Sui remplazó el sistema de comandancias por el de provincias (州Zhou), y debido a la leyenda del "agua de la eternidad y el monte de la eternidad" (永山永水 Yongshan Yongshui), se fundó la Provincia Yong «eternidad» (Yongzhou). A partir de entonces, Lingling y Yongzhou se convirtieron en dos nombres para el mismo lugar.

## Historia
En 1950, la Comisaría Yongzhou (永州专区) se renombró Lingling (零陵专区).
En septiembre de 1968, Lingling se organizó como la Región Lingling (零陵地区).
El 21 de noviembre de 1995, se disolvió la Región Lingling (零陵地区) para establecer la ciudad-prefectura de Yongzhou. El núcleo original de Yongzhou, se organizó en el Distrito Zhishan (芝山区). Más tarde, en 2005, se recuperó el histórico nombre cuando Zhishan se renombró como Lingling.